# Biguerres
Les Biguerres, Bigerres, Bigerrions ou Bigerri, étaient un peuple aquitain ou proto-basque de la haute vallée de l'Adour. Ils ont laissé leur nom à la Bigorre.

## Histoire
Ils sont notés Bigerrions par César (Ier siècle av. J.-C.), Bigerri chez Pline (Ier siècle apr. J.-C.) et sur la liste de Vérone (IIIe siècle). Ils tenaient la place forte de Castrum Bigorra (Saint-Lézer) depuis supplantée par la Civitas Turba ou Tarba (Tarbes).
Jules César, dans ses Commentaires sur la Guerre des Gaules, les cite parmi les peuples d'Aquitaine qui se rendirent à son lieutenant Publius Crassus (BG III, 27.1). Pline les nomme également dans sa liste des peuples aquitains.
Ils avaient notamment pour voisins les Osquidates à l'ouest, les Ausques au nord, et les Garoumnes et les Convènes à l'est.

## Étymologie
L'origine des mots Bigerri, Bigorre et Bigerra serait à rapprocher du basque Ibai gorri qui signifie « fleuve ou rivière rouge,, »